# Lama (genere)
Lama Cuvier, 1800 è un genere di mammiferi artiodattili della famiglia dei Camelidi che comprende il lama (Lama glama) e il guanaco (Lama guanicoe).
In passato questo genere includeva anche le specie di vigogna (Vicugna vicugna) e alpaca (Vicugna pacos), che sono poi state classificate in un genere a parte, Vicugna.